# Societat Política de l'Aliança
La Societat Política Aliança (同盟政社, Dōmei Seisha) fou una organització i partit polític del Japó. Actiu a mitjans de l'era Meiji, el partit formava part de la Coalició Democràtica (民党, Mintō), un grup que defensava l'establiment d'una democràcia liberal al Japó i que estigué format per, entre d'altres, el Partit Liberal i el Partit Reformista Constitucional.
El partit fou fundat com a Club Aliança (同盟倶楽部, Dōmei Kurabu) al novembre de 1892 per un grup de 24 membres de la Cambra de Representants, majoritàriament independents. Poc a poc la formació començà a alianiar-se amb el Partit Reformista Constitucional i al gener de 1894 va canviar el seu nom a Societat Política Aliança en esdevindre una associació política.
El partit va aconseguir 18 escons a les eleccions generals de març de 1894 i, el maig del mateix any es fussionà amb la Societat Política dels Camarades, d'ideologia liberal però part de la coalició oficialista, per a crear el Partit Innovador Constitucional.